# Île Masson
L'île Masson est une de la barrière de Shackleton, en mer de Mawson, en Antarctique.
Elle a été découverte par l'expédition antarctique australasienne (1911-1914) de Douglas Mawson qui la nomme d'après David Orme Masson (en).